# Osteoma osteoide
L'osteoma osteoide è un tumore benigno del tessuto osseo, derivante da un tessuto connettivo osteogenetico. È terzo in ordine di frequenza tra le neoformazioni benigne dell'osso, dopo l'esostosi e il fibroma istiocitico.
Il tumore è di piccole dimensioni e tende preferenzialmente a localizzarsi alla diafisi distale delle ossa lunghe (secondo alcune fonti, è la prossimale la localizzazione più frequente). Le ossa più frequentemente interessate sono il femore, la tibia e l'omero, ma non mancano tuttavia localizzazioni anche in altre sedi, quali le ossa brevi del tarso e le vertebre.
Da un punto di vista epidemiologico questa neoplasia interessa prevalentemente i giovani, tra i 5 e i 30 anni.

## Manifestazioni cliniche
Il sintomo caratteristico di questa neoplasia è il dolore. Questo tende ad insorgere assai precocemente nella storia clinica del tumore, al contrario di quanto non avvenga nelle neoplasie maligne del tessuto osseo, come l'osteosarcoma. Il dolore è intenso, si accentua durante la notte e dopo l'assunzione di sostanze che inducano vasodilatazione. Questo perché il tumore è murato nell'osso, circondato da una reazione osteosclerotica, e basta quindi una minima variazione del flusso ematico all'interno per aumentare la pressione e dare dolore. L'ipervascolarizzazione del tumore contribuisce molto a questo fenomeno. L'assunzione di farmaci antinfiammatori non steroidei (FANS) in genere è sufficiente a risolvere la sintomatologia dolorosa (in particolare l'acido acetilsalicilico (Aspirina), di cui può essere sufficiente una dose di 2–3 mg/kg).
La cute in corrispondenza del tumore può essere leggermente arrossata e calda, mentre le tumefazioni sono rare.
Quando il tumore interessa la colonna vertebrale al dolore si accompagna una scoliosi antalgica e la rigidità.

## Diagnosi
Radiograficamente si osserva nello spessore della corticale diafisaria un'area osteolitica radiotrasparente, di piccole dimensioni, corrispondente all'osteolisi del tumore, circondato da una zona periferica di osteosclerosi reattiva. (Infatti una caratteristica peculiare del tessuto osseo è quella di rispondere ad insulti come osteomieliti, neoplasie e traumi con l'apposizione di tessuto osseo intorno alla lesione) È anche di aiuto nella diagnosi radiologica la sede tipica della neoplasia, nella diafisi delle ossa lunghe.
La scintigrafia ossea è un valido supporto alla diagnosi, visto che è in grado facilmente di vedere la neoplasia come un'area ipercaptante, essendo l'osteoma osteoide riccamente vascolarizzato.
Da un punto di vista anatomo patologico l'osteoma osteoide è un tumore rossastro, friabile e riccamente vascolarizzato.
Istologicamente questo tessuto è formato da una serie di trabecole ossee fittamente stipate con una ricca rete di capillari interposti.
La sintomatologia, l'esame radiografico tradizionale e ancor più la risonanza magnetica e l'esame TC (con o senza MdC) sono in genere abbastanza caratteristici. La diagnosi di certezza é sempre affidata alla biopsia.

## Terapia
La terapia in passato era prevalentemente chirurgica, con l'asportazione del tumore e della reazione osteosclerotica circostante. Oggi una valida alternativa è l'ablazione con radiofrequenza sotto guida TC o, ancora più recente, trattamento con ultrasuoni focalizzati sotto guida RM (MRgFUS).